# Fallablemma greenei
Fallablemma greenei är en spindelart som beskrevs av Pekka T. Lehtinen 1981. Fallablemma greenei ingår i släktet Fallablemma och familjen Tetrablemmidae.
Artens utbredningsområde är Sulawesi. Inga underarter finns listade i Catalogue of Life.